# 谷口つばさ
谷口 つばさ（たにぐち つばさ、1993年3月7日 - ）は、日本のお笑いタレント、文筆家。福井県越前市出身。

## 略歴
デビュー以来、事務所には所属せずに活動している。東京学芸大学お笑いサークルGOC出身。2014年、東京学芸大学お笑いサークルGOC チームのしすとして大学芸会団体戦準優勝。
2017年にフリーのピン芸人「レッドブルつばさ」として活動を開始。商標であるレッドブルを芸名に使うのは問題があるという理由から、2023年1月に「赤ノ宮翼」に改名し、同年3月に「谷口つばさ」に再改名した。さとなかほがらか、徳原旅行とのユニット「ほがらかつばさ旅行」としても活動する。

## 人物・芸風
14歳の頃、M-1グランプリ2006の決勝でチュートリアルが1本目に披露した漫才「冷蔵庫」を見てお笑いに目覚める。大学進学を機に上京し、お笑いサークルGOCに所属。都内で開催されているお笑いライブを頻繁に観に行くようになる。大学卒業後2年間は正社員として働いていたが、本人曰く「全部無理になり」退職し芸人としての活動を始める。
大学で中学・高校の国語科の教員免許を取得した。
「ヒカトクレ」としてお笑いライブを主催している。代表的なライブは「始まりの町」、「完全に温まった状態で大喜利するライブ(完温大喜利)」など。
ネタは、特定の人物が、様々な出来事に巻き込まれていく過程で起こる感情の起伏を描いた一人コントが中心。オタク、BL、百合などをモティーフとしたコントを披露することもある。
春とヒコーキによるYouTubeチャンネル「バキ童チャンネル」に2024年10月18日に公開された動画「オホ声をちゃんと学んで出そう」で初出演。以後、「オホ声専門家」としてたびたび動画に出演している。2025年2月にはバキ童チャンネルの裏側を描いた『博士の愛したDT』を出版した。
日本のロックバンド Base Ball Bear のファン。徳原旅行とのYouTubeラジオ「ファンファーレがきこえる」、徳原旅行とのユニット「スクールガール・ファンタジー」、徳原旅行とのライブ「ポラリス」は同バンドの楽曲から名付けられている。

## 賞レース戦績

### R-1グランプリ
- R-1グランプリ2020 3回戦進出
- R-1グランプリ2021 2回戦進出
- R-1グランプリ2022 準々決勝進出
- R-1グランプリ2023 準々決勝進出
- R-1グランプリ2024 準々決勝進出
- R-1グランプリ2025 2回戦進出

### キングオブコント
- キングオブコント2021 2回戦進出（スクールガール・ファンタジーとして）
- キングオブコント2023 準々決勝進出（ほがらかつばさ旅行として）[4]
- キングオブコント2024 準々決勝進出（ほがらかつばさ旅行として）

### M-1グランプリ
- M-1グランプリ2021 2回戦進出（スクールガール・ファンタジーとして）[5]
- M-1グランプリ2023 1回戦敗退（ほがらかつばさ旅行として）[6]
- M-1グランプリ2024 2回戦進出（ほがらかつばさ旅行として）[7]

## 単独ライブ
- レッドブルつばさ第1回単独ライブ「うまく説明できないけど」（シアターミネルヴァ、2018年7月14日）
- レッドブルつばさ第2回単独ライブ「愛してる連合」（方南会館ホール、2018年12月23日）
- レッドブルつばさ第3回単独ライブ「ネムルバカに捧ぐ」（シアターミネルヴァ、2019年3月21日）
- レッドブルつばさ第4回単独ライブ「ようこそ群青」（シアターミネルヴァ、2020年3月7日）
- レッドブルつばさ第5回単独ライブ「18秒後の世界」（新宿バティオス、2021年7月11日）
- レッドブルつばさ第6回単独ライブ「泡沫を結ぶ」（新宿バティオス、2022年5月1日）
- レッドブルつばさ第7回単独ライブ「一生LOVE宣言」（新宿バティオス、2022年8月14日）
- レッドブルつばさ第8回単独ライブ「ごめん、魔法じゃなかった」（新宿バティオス、2022年11月13日）
- 谷口つばさ第9回単独ライブ「君にとっておきの話を」（新宿バティオス、2023年8月10日）
- 谷口つばさ第10回単独ライブ「東京の生活」(新宿バティオス、2024年6月10日)
- 谷口つばさ第11回単独ライブ「うまく説明できたとしても」(しもきたドーン、2025年3月20日)

## 文筆活動

### 単行本
- 『あかつきの町 売れてない芸人（金の卵）シリーズ』（代官山ブックス 電子書籍、2024年12月）
- 『博士の愛したDT』ピーター上田・ぐんぴぃ監修（KADOKAWA、2025年2月）ISBN 978-4041142905

### アンソロジー収録作
「」内が谷口の作品
- 『芸人短歌』（笠間書院、2024年12月）ISBN 978-4-305-71027-7 「日常になる」

### その他
- 『どうやっても明けない夜』（同人誌、文学フリマ東京26にて頒布、2018年5月）
- 『【あなた】が幸せになるまで死にたくない』（同人誌、文学フリマ東京28にて頒布、2019年11月）
- 長良鮎武『一生LOVE宣言』（原案協力、漫画同人誌、2022年11月）[8]
- テレビアニメ「カワイスギクライシス」（SynergySP、2023年4月-6月）第5話、第10話 脚本執筆 (谷口翼名義)